# 王蘭生 (康熙進士)
王蘭生（？—18世纪），字振聲，又字坦斋、信芳，直隸交河縣（今属河北）人。

## 生平
早年從李光地學習，補縣學生，入保阳书院，通樂律、歷算、音韻。由於李光地的引介，康熙癸巳赐举人，又得以破格参加会试和殿试，辛丑赐进士，康熙五十四年（1715年）與李光地编撰韵书，至雍正四年编成《音韵阐微》。署国子监司业。乾隆元年（1736年），擢刑部侍郎兼署礼部侍郎。有《交河集》。

## 延伸阅读
[在维基数据编辑]
 《清史稿·卷290》，出自趙爾巽《清史稿》